# آنجا خواهم بود
آنجا خواهم بود (به انگلیسی: I'll Be There) آهنگی نوشتهٔ بری گوردی، باب وست و هال دیویس است. این آهنگ اولین بار توسط جکسون ۵ در سال ۱۹۷۰ اجرا شد و بعداً توسط ماریا کری خوانندهٔ پاپ و تری لورنز در سال ۱۹۹۲ نیز اجرا شد.

## نسخهٔ جکسون ۵

### دربارهٔ ضبط
ابتدا این آهنگ را گروه جکسون ۵ ضبط کرد و به عنوان تک‌آهنگ اول آلبوم سوم آن‌ها در سال ۱۹۷۰ منتشر شد. این تک‌آهنگ پس از آهنگ‌های «می‌خواهم برگردی»، «اِی‌بی‌سی» و «عشقی که حفظ می‌کنی» چهارمین آهنگ شماره یک گروه جکسون ۵ است. از این آهنگ به عنوان موفق‌ترین آهنگ موتاون بین سال‌های ۱۹۵۹ تا ۱۹۷۲ نیز یاد می‌شود.

### پخش و واکنش‌ها
مایکل جکسون در کتاب ماه‌پیمایی خود اظهار داشت که آهنگ «آنجا خواهم بود» توانایی‌های جکسون ۵ را نمایان کرد و نشان داد که این گروه توانایی بالقوه‌ای در موسیقی پاپ دارد.
این تک‌آهنگ موفق‌ترین آهنگ گروه جکسون ۵ بود و در آمریکا ۴/۲ میلیون و در سراسر جهان ۶٫۱ میلیون کپی از آن فروش رفت.